# Cyprinus longzhouensis
Cyprinus longzhouensis är en fiskart som beskrevs av Yang och Hwang, 1977. Cyprinus longzhouensis ingår i släktet Cyprinus och familjen karpfiskar. IUCN kategoriserar arten globalt som otillräckligt studerad. Inga underarter finns listade i Catalogue of Life.